# تيودور بيترسون
تيودور بيترسون (بالسويدية: Teodor Peterson)‏ هو متزحلق سويدي، ولد في 1 مايو 1988 في أوميو في السويد.

## وصلات خارجية
- الموقع الرسمي
- تيودور بيترسون على موقع الاتحاد الدولي للتزلج (التزلج الريفي) (الإنجليزية)
- تيودور بيترسون على موقع اللجنة الأولمبية الدولية (الإنجليزية)
- تيودور بيترسون على موقع أوليمبيديا (الإنجليزية)
- تيودور بيترسون على موقع اللجنة الأولمبية السويدية (السويدية)